# Andrea Hübner
Andrea Hübner (Karl-Marx-Stadt, 17 febbraio 1957) è un'ex nuotatrice tedesca orientale.

## Carriera
Fortemente specializzata nei misti, ha vinto, alla prima edizione dei campionati mondiali di nuoto nel 1973, la medaglia d'oro sulla distanza dei 200 metri.

## Palmarès
- Mondiali

Belgrado 1973: oro nei 200m misti e nella staffetta 4x100m stile libero.
- Europei

Vienna 1974: oro nella staffetta 4x100m stile libero e argento nei 200m misti.